# Lumezzane
Lumezzane (Lœmezàne o Lumezàne in dialetto bresciano, pronunciato /lymeˈzaːne/ o /lømeˈzaːne/, nella variante lumezzanese scritto comunemente Lömedhane e pronunciato [lømeˈðaːne]) è un comune italiano sparso di 21 626 abitanti della provincia di Brescia in Lombardia.
Centro fortemente industrializzato, è particolarmente sviluppato nel settore della metallurgia in generale e della torneria, rubinetteria, casalinghi in acciaio inossidabile e stampi in particolare. Il 3 ottobre 2012 ha ricevuto il titolo di città, consegnato dal prefetto di Brescia al sindaco Silverio Vivenzi durante una cerimonia ufficiale. Il comune fa parte della comunità montana di valle Trompia.

## Geografia fisica

### Territorio
Sorge nella Val Gobbia, valle laterale della Val Trompia, a 460 metri sul livello del mare. Il monte più alto è il monte Ladino con la sua vetta Corna di Sonclino (1352 m). Il fiume principale è il Gobbia (9 km). Lumezzane è da sempre zona montana di collegamento tra la Val Trompia e la Valsabbia, nonché punto di transito verso la costa occidentale del Lago di Garda.
Il comune ha molte frazioni, alcune molto storiche altre nate in tempi più recenti, ma tutte caratterizzate da forte identità, a cominciare dagli abitanti che molto spesso parlano della frazione più che del comune come luogo di residenza. Le frazioni di Lumezzane sono: Cargne (Cargne [ˈkarɲe]), Dosso (Dòss, [dɔh]), Faidana (Faidana, [fajˈdanɑ]), Fontana (Fontana, [fonˈtanɑ]), Gombaiolo (Gombaiœl, [ɡombaˈjøl]), Lumezzane Gazzolo (Gazœl, [ɡaˈðøl]), Lumezzane Pieve (Piev, [pjef]), Lumezzane Sant'Apollonio (Sant'Apollòni, [hantapoˈlone]), Lumezzane San Sebastiano (San Bastian, [han bahˈʧa]), Mezzaluna (Mezaluna, [mɛðaˈlynɑ]), Montagnone (Montagnon, [montaˈɲu]), Mosniga (Mosniga, [muzˈniɡɑ]), Piatucco (Piatuc, [pjaˈtyk]), Premiano (Premian, [preˈmja]), Renzo (Renç, [rɛnh]), Rossaghe (Rossaghe, [roˈhaɡe]), Sonico (Sonic, [huˈnik]), Termine (Termen, [ˈtɛrmen]), Valle (Vall, [al]), Villaggio Gnutti (Villaj(o) Gnuti, [viˈladʒo ˈɲuti]), Passo del Cavallo (Pass dol Cavall, [pah dol kaˈal], a circa 750 m di altitudine, sul confine con Agnosine ovvero la Val Sabbia).

### Origini del nome
Il nome italiano Lumezzane deriva dalla sua denominazione storica in lingua lombarda, localmente pronunciata [lømeˈðane] e conosciuta anche come [lemeˈzane] nei paesi limitrofi ed urbani, la cui etimologia è ancora dubbia. Secondo le teorie più accreditate tale denominazione può derivare:
- dal latino Lumen sana (Luce sana), per via del fatto che il paese, posto principalmente sul versante rivolto a sud della valle, è toccato dal sole tutto il giorno. Questa teoria trova appoggio anche sugli stemmi storici delle varie frazioni, che riportavano simbologie di raggi solari;
- dal latino Mettianae (della famiglia dei Mettii);
- dal lombardo Le mezane (Le mezzane), a sua volta dal latino Illae mediānae, trovando ubicazione, il paese, su un valico che collega la Valle Trompia alla Valle Sabbia. Questa teoria spiegherebbe la pronuncia [lemeˈzane] tipica dei dialetti urbani del lombardo.

## Storia

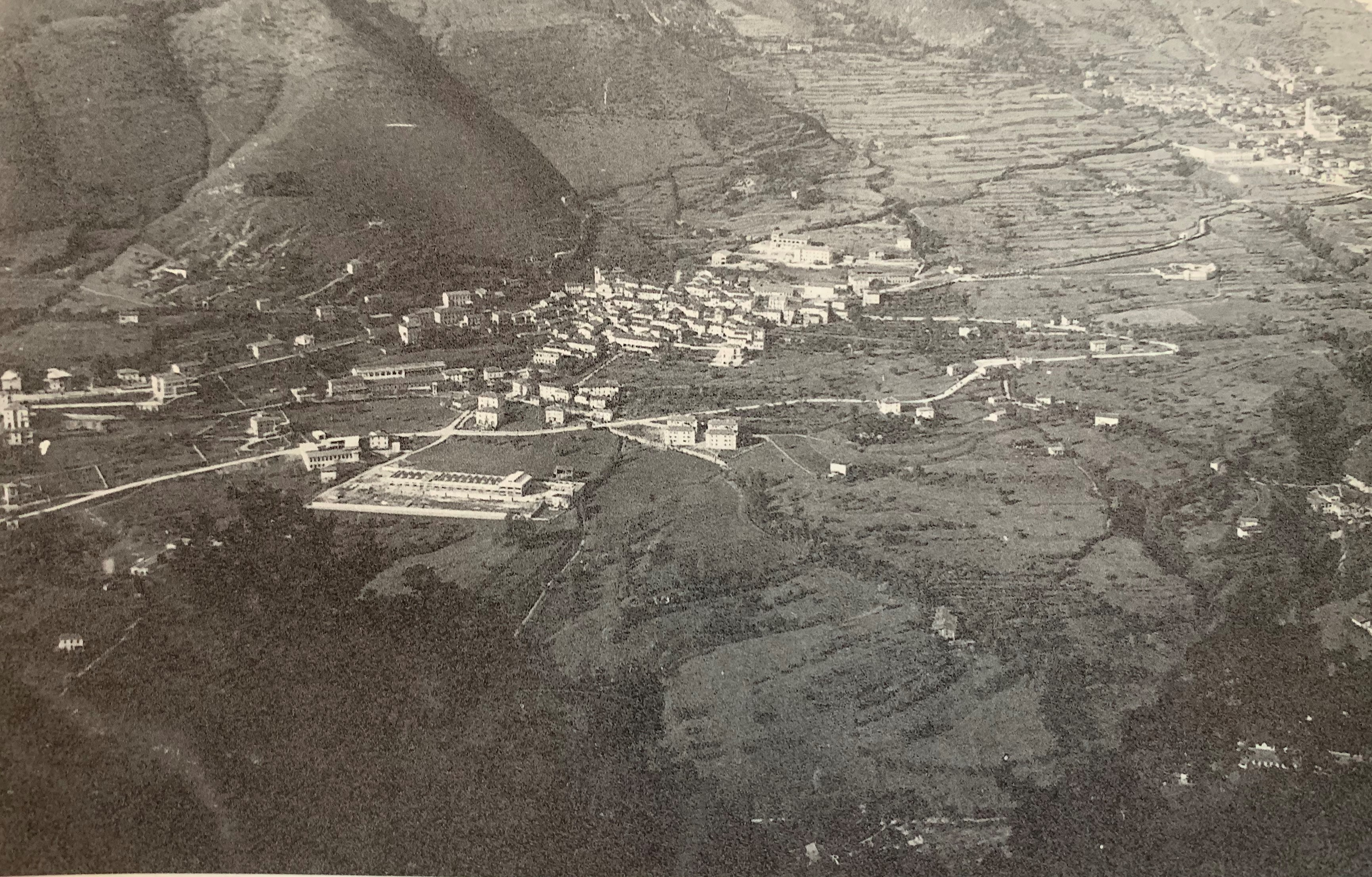
Lumezzane all'inizio del Novecento.

Già nota in epoca romana, di cui si possono ammirare gli acquedotti del primo secolo, il centro di Lumezzane fu poi sconvolto dai barbari e sottoposto al dominio longobardo e Franco.
Nel secolo il IX passò sotto il dominio del Vescovo di Brescia e nel 1388 diventò feudo della famiglia De Vento, sotto investitura del vescovo Tommaso Visconti.
Nel 1427 passò nelle mani della nobile famiglia Avogadro, in cambio del loro precedente feudo di Polaveno, su investitura della Repubblica di Venezia, particolarmente riconoscente per l'aiuto ricevuto dal nobile Pietro Avogadro nella lotta contro i visconti. Rimase feudo Avogadro per oltre 300 anni, finché nel 1776 non passò per eredità, grazie al matrimonio tra Bartolomeo Fenaroli e Paola Avogadro, alla famiglia Fenaroli Avogadro.
A inizio ottocento il feudo cesserà di esistere con la caduta della Serenissima per l'invasione francese.
L'isolamento lumezzanese venne progressivamente meno, anche se le deficitarie vie di comunicazione rendevano in ogni caso difficili i collegamenti.
Il 23 gennaio 1528 il feudatario conte Francesco Avogadro emana un proclama con il quale intima gli abitanti di non osare più portare armi nelle assemblee comunali né di ricorrere ad offese o atti vietati nelle medesime.
Nel 1900, è costruito tra S. Apollonio e S. Sebastiano un nuovo edificio scolastico, dedicato a re Umberto I.
Agli inizi del '900 Lumezzane concentrava il maggior numero di officine per la fabbricazione di attrezzi agricoli, chiodi e bulloni. Enorme sostegno venne all'industria lumezzanese dall'introduzione nel 1906 dell'energia elettrica, per la distribuzione della quale si costituì nel 1909 la società elettrica di Lumezzane, nel 1923 un consorzio elettrico.
Il 30 dicembre 1922 un incendio distrugge completamente la chiesa di Sant'Apollonio, lasciandone in piedi solo i muri perimetrali.
Il comune di Lumezzane venne creato nel 1927 dalla fusione di tre comuni fino ad allora autonomi: Lumezzane Pieve, Lumezzane San Sebastiano e Lumezzane Sant'Apollonio (divenute quindi frazioni, sebbene tra le principali).
Nel 1935 in località Termine vengono effettuati lavori di allargamento della strada provinciale n.3, che collega Sarezzo a Lumezzane. La nuova strada venne costruita dal 1930 al 1935 e fino a questa data le merci, in uscita come in entrata da Lumezzane, dovevano essere trainate da muli per superare la ripida salita di Rossaghe.
Nell'aprile del 1938 viene conclusa la prima parte del villaggio "Serafino Gnutti", progettato dall'ing. Giovanni Zani; 22 edifici per 205 vani, inaugurati ufficialmente nell'ottobre del 1940. Al suo completamento nell'immediato secondo dopoguerra il villaggio Gnutti si comporrà di 80 diversi edifici, ospitando oltre un migliaio di abitanti.
Dal 1987 fa parte dei "100 Comuni della Piccola Grande Italia".
Lumezzane, prima solamente cittadina, dal 3 ottobre 2012 è diventata ufficialmente città.

### Feudatari locali
Famiglie che hanno ottenuto l'infeudazione vescovile dell'abitato:
| Famiglia          | Stemma              | Periodo    |
| De Vento          |                     | 1388 -1427 |
| Avogadro          | Blasone Avogadro    | 1427 -1776 |
| Fenaroli Avogadro | Blasone Della Torre | 1776 -1797 |

### Simboli
Lo stemma e il gonfalone sono stati concessi con decreto del presidente della Repubblica del 3 maggio 1956.
d'azzurro, al sole d'oro, raggiante; nel terzo di rosso, a tre daghe romane d'argento, manicate d'oro, poste in fascia ed ordinate una sopra l'altra; nel quarto d'argento, a tre
bande doppiomerlate di rosso. Ornamenti esteriori da Comune.»
Nel decreto di concessione dello stemma c'è una discrepanza tra il testo che lo descrive inquartato, cioè diviso in quattro quarti uguali, e i bozzetti ufficiali allegati al documento che presentano la ruota e l'incudine in un campo ridotto, versione grafica fatta propria dal Comune.
Prima di unirsi in un unico comune, Lumezzane S. Apollonio aveva come simbolo uno scudo azzurro con un sole figurato d'oro, Lumezzane S. Sebastiano tre daghe romane poste orizzontalmente in campo rosso con nel capo il sole nascente, Lumezzane Pieve le tre bande doppiomerlate della famiglia Avogadro. Quando nel 1927 venne creato il comune di Lumezzane, con regio decreto del 1º febbraio 1938 gli venne concesso lo stemma: di rosso, alle tre daghe romane d'argento, manicate d'oro, poste in fascia; capo del Littorio di rosso (porpora), al fascio littorio d'oro, circondato da due rami di quercia e d'alloro annodati da un nastro dai colori nazionali, emblema da cui, dopo il 1945, il capo del Littorio verrà eliminato.
Il gonfalone è un drappo partito di azzurro e di bianco.

## Monumenti e luoghi d'interesse

### Architetture religiose
- Chiesa vecchia di San Sebastiano
- Chiesa nuova di San Sebastiano

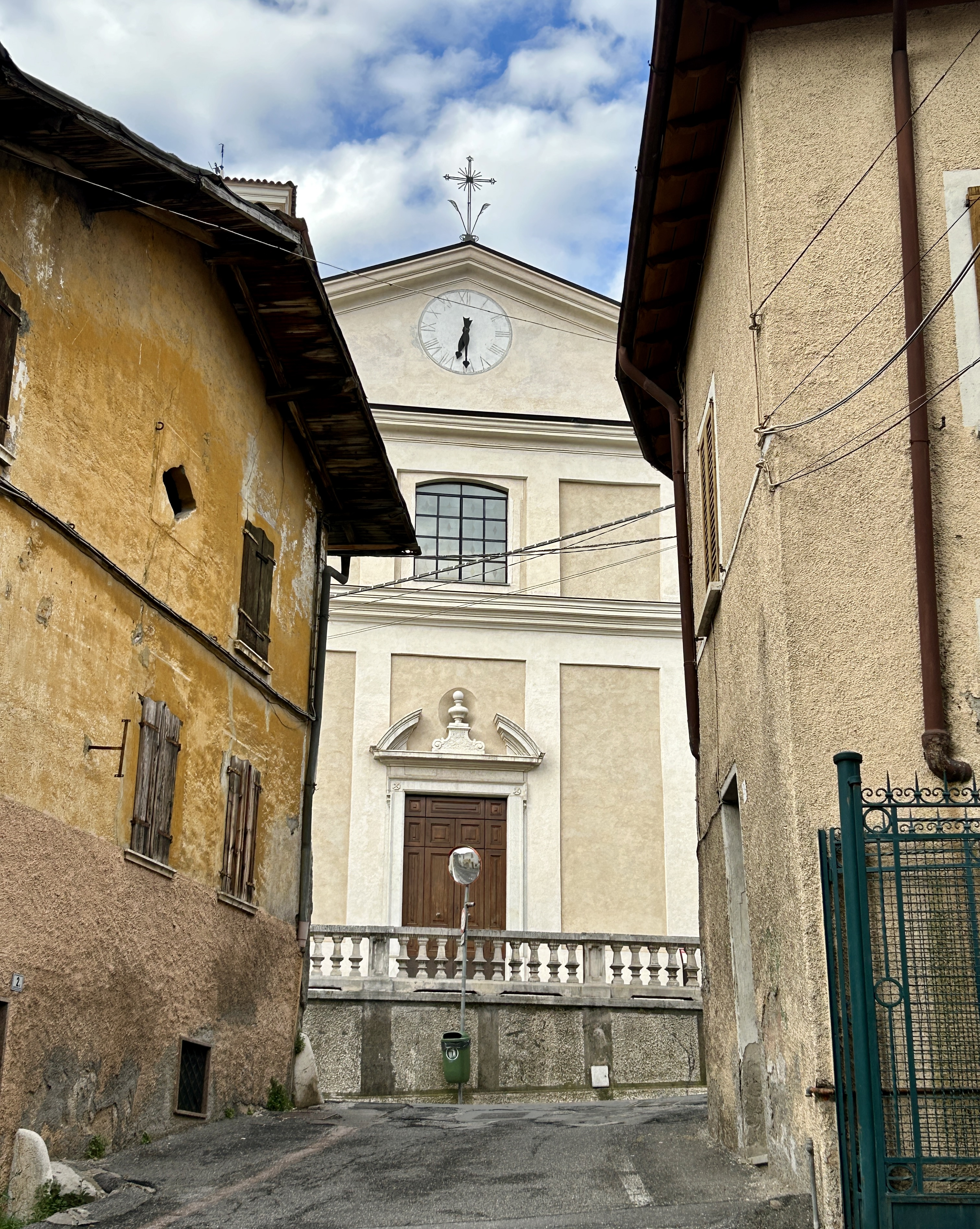
Chiesa vecchia di San Sebastiano

- Chiesa parrocchiale di Sant'Apollonio
- Chiesa di San Giovanni Battista
- Chiesa di S. Margherita
- Eremo di San Bernardo

### Architetture civili
- Lumeteca
- Osservatorio astronomico Serafino Zani
- Teatro Odeon
- Torre Avogadro
- Municipio vecchio

## Società

### Evoluzione demografica
Abitanti censiti

### Etnie e minoranze straniere
Al 31 dicembre 2023 la popolazione straniera residente era di 2.456 persone, pari al 10,78% della popolazione.

### Lingue e dialetti
Il dialetto lumezzanese si differenzia dal resto della parlata lombarda della provincia di Brescia per la sua pronuncia "scurita" e per una cadenza molto caratteristica. I tratti fonetici lumezzanesi, come il fonema /h/ che rimpiazza /s/, /ð/ (simile all'inglese "th" di this) che rimpiazza /z/, la lettera a finale che acquista il valore /ɑ/ e l'utilizzo più massiccio dei fonemi /y/ ed /ø/, possono essere riscontrati anche in buona parte delle valli Trompia e Camonica. (Esempio: scusa, bresciano [ˈskyza], valtrumplino/camuno [ˈhkyzɑ], lumezzanese [ˈhkyðɑ]).
Uno dei tratti famosi del dialetto lumezzanese riguarda il lessico, in quanto il paese ne possiede uno proprio che non condivide con il resto del dialetto bresciano. Proverbiali sono la Bèstia blœ ([ˈbɛhˈtʃɑ blø], corriera), il Din Don Baiòc ([din dɔn baˈjɔk], flipper), il Din Dòn Cadena ([din dɔn kaˈðenɑ], calcio balilla) ed il Casseton qe sona ([kahiˈtu ke ˈhunɑ], juke box), nonché molti modi di dire, tra cui "Nigotin de le pene rosse" ([niɡuˈti ðe le ˈpɛne ˈrohe]), "chicha'm i goç" ([ˈtʃitʃɛm i ɡoh]), "megl oxell de bosc qe oxell de gàbia" ([mɛj oˈðɛl de boh(k) ke oˈðɛl de ˈɡabjɑ]), "cinc sâc de çòc sêc sul soler a secar a cinc frânc al sac" ([hik hak de hɔk hɛk høl høˈl(eːr) a hɛˈka a hik fraŋk al hak], cinque sacchi di legna secca sul solaio a seccare a cinque lire al sacco).

## Cultura

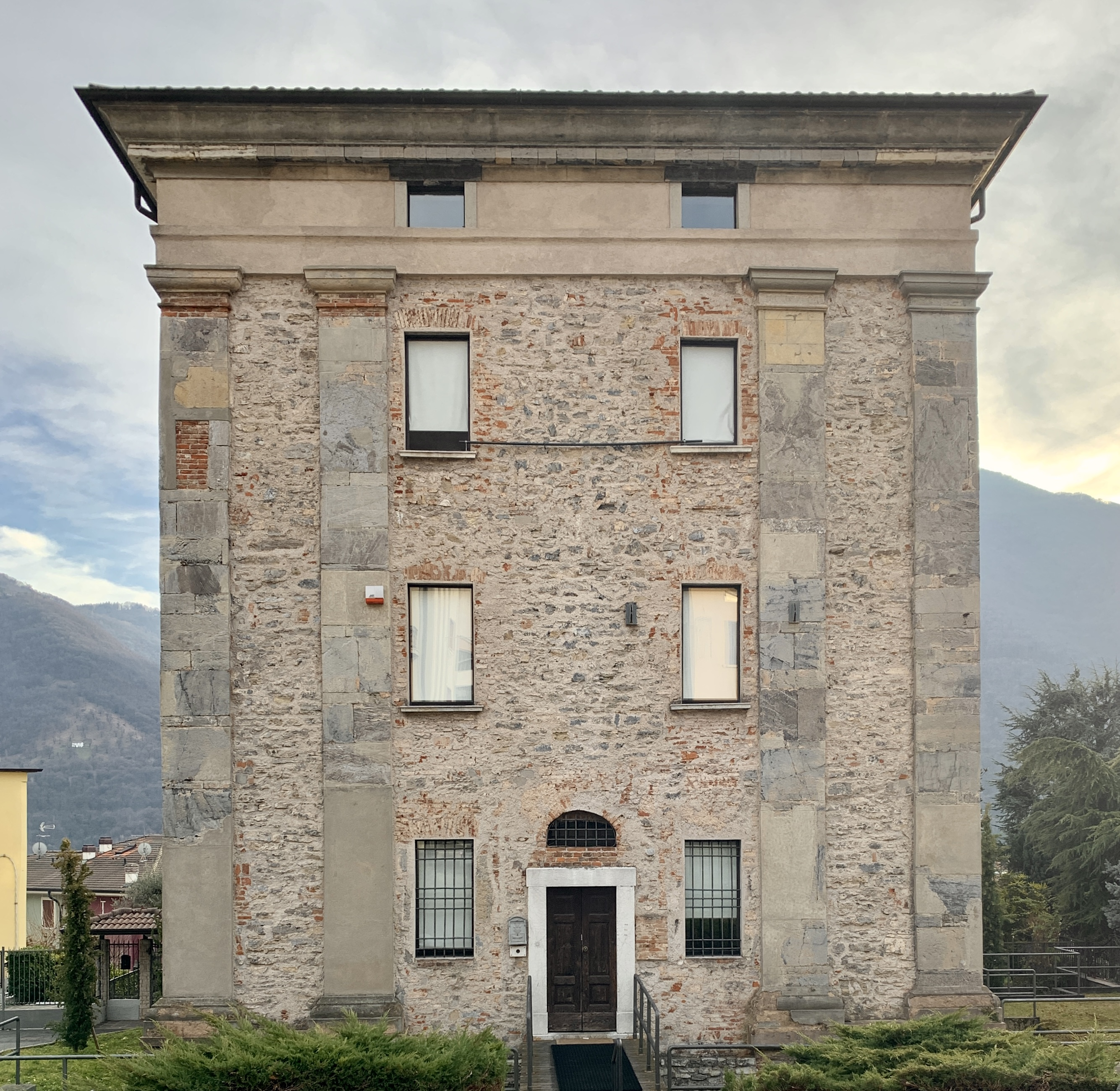
Torre Avogadro

Tra i principali luoghi di cultura a Lumezzane ricordiamo la Biblioteca Civica "Felice Saleri", la Galleria Civica Torre Avogadro e il Teatro Comunale Odeon.
La Torre ospita regolarmente mostre di artisti locali e non.
L'Odeon annualmente una stagione di prosa di livello nazionale (ospiti frequenti Marco Paolini, Moni Ovadia, Lella Costa, debutti recenti Emma Dante e Damiano Michieletto) cui si affiancano le rassegne Odeon Classic, dedicata soprattutto alla musica classica e lirica, e locale "Vers e Us", vetrina per le bande cittadine e vari gruppi teatrali.
Sulle montagne limitrofe il Parco del Colle San Bernardo, sede di un'antica chiesa, è meta di frequenti gite fuoriporta dei lumezzanesi. Sul colle si trova anche l'osservatorio astronomico "Serafino Zani", provvisto di un telescopio di 40 cm e gestito dall'Unione Astrofili Bresciani. 
Merita una visita anche il santuario di Conche poco al di là del confine col comune di Nave.

## Infrastrutture e trasporti
Fra il 1882 e il 1954 Lumezzane ospitò un'importante stazione della tranvia della Val Trompia; oggi il paese viene servito da Arriva Italia per i trasporti pubblici.

## Amministrazione

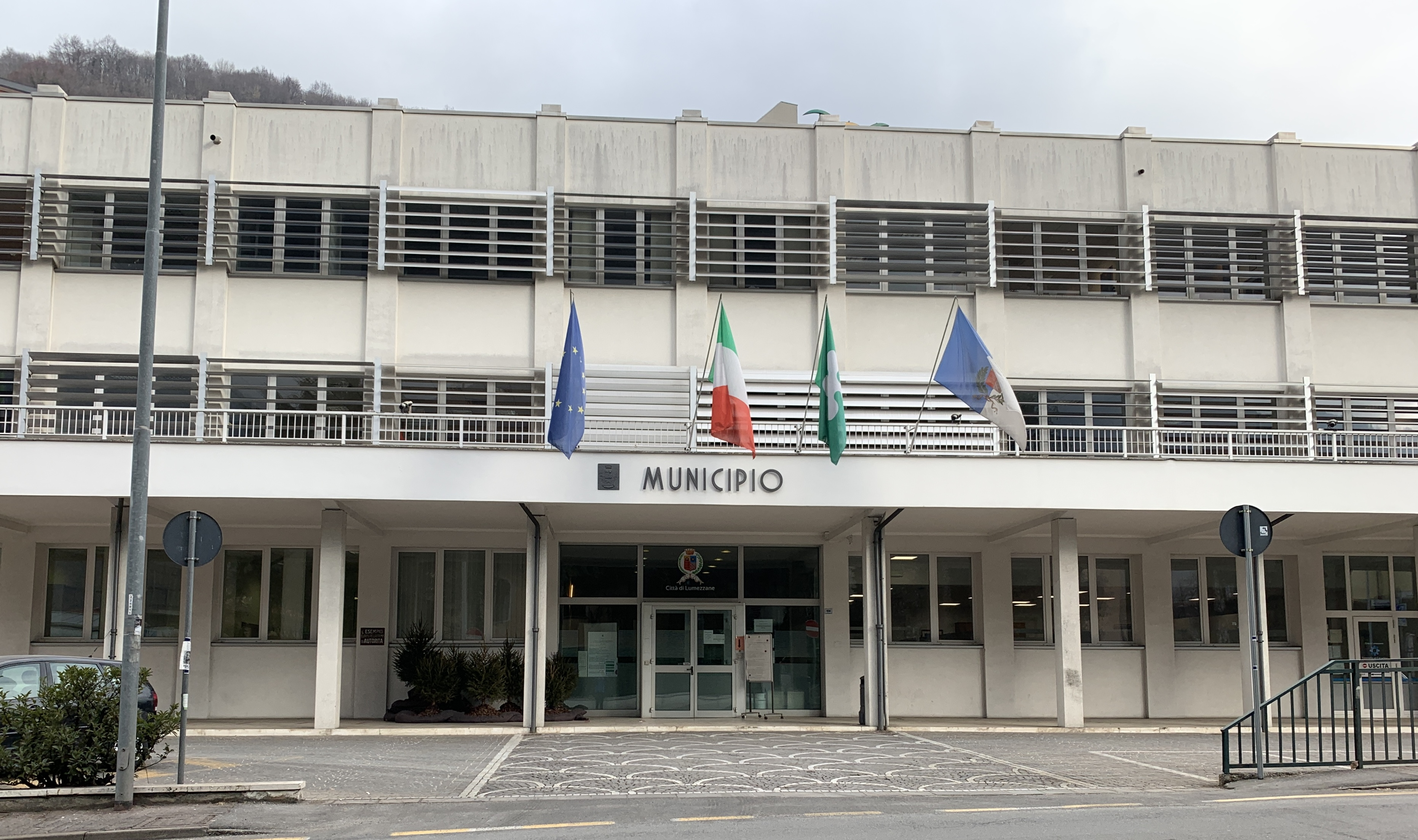
Il municipio di Lumezzane.

| Sindaco                     | Sindaco | Sindaco           | Partito | Coalizione | Coalizione     | Mandato          | Mandato        | Elezione      |
| Sindaco                     | Sindaco | Sindaco           | Partito | Coalizione | Coalizione     | Inizio           | Fine           | Elezione      |
| --------------------------- | ------- | ----------------- | ------- | ---------- | -------------- | ---------------- | -------------- | ------------- |
| 1                           |         | Damiano Scaroni   | DC      |            | DC             | 3 giugno 1985    | 22 giugno 1990 | 1985          |
| 1                           |         | Damiano Scaroni   | DC      | DC-PRI     | 22 giugno 1990 | 27 novembre 1993 | 1990           |               |
| 2                           |         | Massimo Botti     | DC      |            | DC             | 27 novembre 1993 | 1990           | 8 maggio 1995 |
| Elezione diretta (dal 1995) |         |                   |         |            |                |                  |                |               |
| 3                           |         | Ottorino Bugatti  | PPI     |            | PPI-LN-PRI     | 8 maggio 1995    | 28 giugno 1999 | 1995          |
| 4                           |         | Lucio Facchinetti | FI      |            | FI-AN-CCD      | 28 giugno 1999   | 28 giugno 2004 | 1999          |
| 5                           |         | Silvano Corli     | DS      |            | DS-DL          | 28 giugno 2004   | 8 giugno 2009  | 2004          |
| 6                           |         | Silverio Vivenzi  | LN      |            | PdL-LN         | 8 giugno 2009    | 9 giugno 2014  | 2009          |
| 7                           |         | Matteo Zani       | PD      |            | PD             | 9 giugno 2014    | 10 giugno 2019 | 2014          |
| 8                           |         | Josehf Facchini   | LN      |            | LN-FI          | 10 giugno 2019   | 10 giugno 2024 | 2019          |
| 8                           |         | Josehf Facchini   | LN      | LN-FdI-FI  | 10 giugno 2024 | in carica        | 2024           |               |

## Sport

### Calcio
La principale società di calcio del comune è stata il Lumezzane, fondato nel 1946 e capace di raggiungere quale massimo risultato alcune partecipazioni alla Serie C e una vittoria nella relativa coppa.
Cessate le attività nel 2018, la pratica calcistica lumezzanese è portata avanti dal club dilettantistico fino ad allora denominato A.S.D. ValgobbiaZanano, che ha peraltro iniziato a proporsi quale erede della società cessata, acquisendo il titolo di Football Club Lumezzane VGZ Associazione Sportiva Dilettantistica e ripartendo dalla Promozione. Nel dicembre 2021 il consiglio di amministrazione rossoblù delibera all'unanimità l'abbandono dell'acronimo VGZ e l'adozione della denominazione Football Club Lumezzane Società Sportiva Dilettantistica, per poi essere nuovamente rinominato in Football Club Lumezzane nel 2023.
Il club, nella stagione 2023-2024, milita nel campionato di Serie C.

### Rugby
La squadra di rugby locale sono i Centurioni Rugby Lumezzane. Fondata nel 1964, disputa il campionato di Serie A.

### Pallacanestro
A Lumezzane era presente una società di pallacanestro, la Basket Lumezzane, fondata nel 1963 che ha cessato l'attività nel 2009. Sono ora presenti due società, Virtus Lumezzane e Olimpia Lumezzane.

### Tennis
È presente anche una società di tennis che partecipa al campionato di Serie A2 femminile.

### Ciclismo
Lumezzane è stata per due volte luogo di arrivo di tappa del Giro d'Italia: nel 1993 con la 15ª tappa, vinta da Davide Cassani e nel 1999 con la 16ª tappa, vinta da Laurent Jalabert.

### Impianti sportivi
Lo Stadio comunale "Tullio Saleri" è lo stadio calcistico che ospita le partite casalinghe del FC Lumezzane. Può ospitare fino a 4150 spettatori.

## Galleria d'immagini

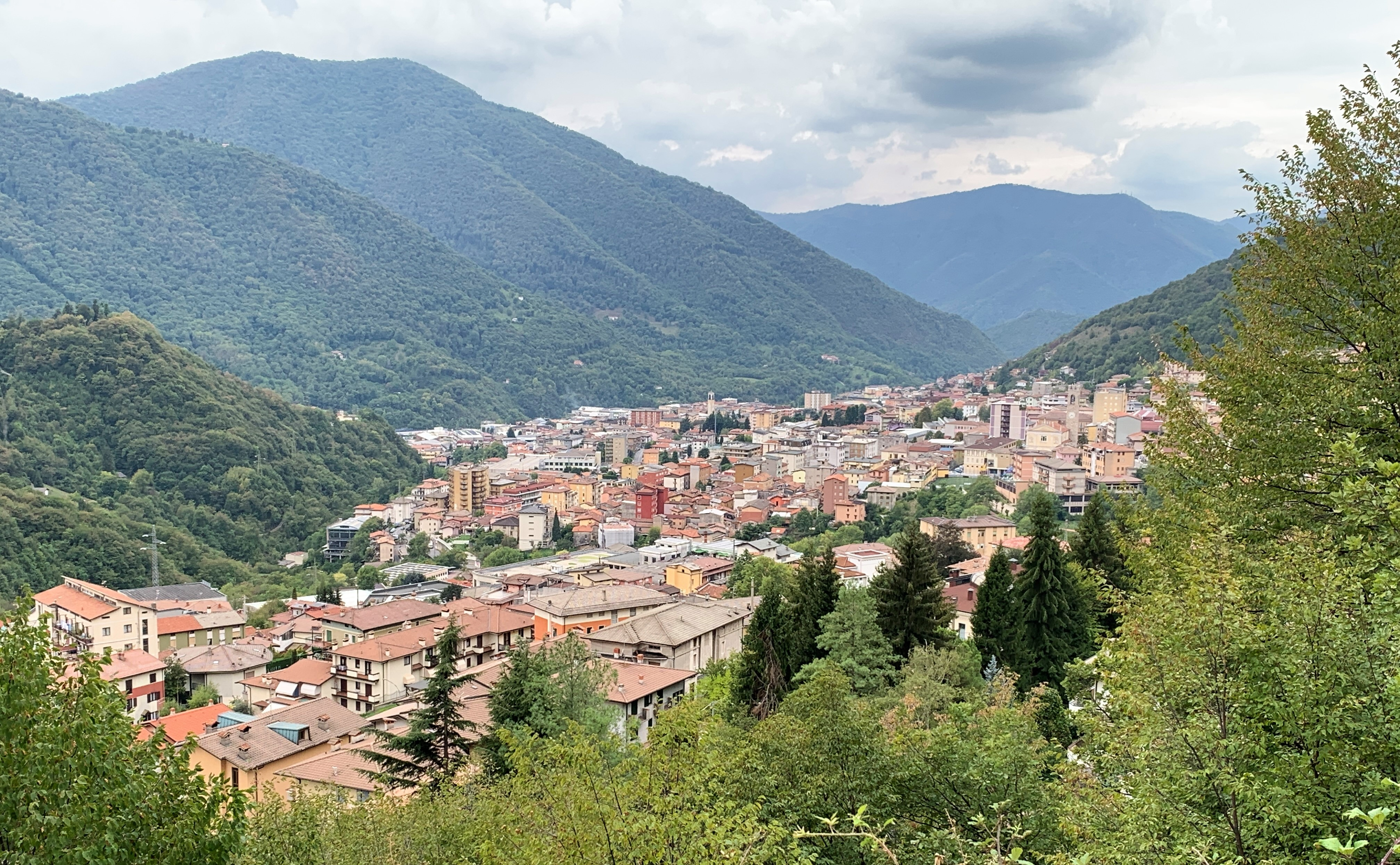
Sant'Apollonio vista dal Passo del Cavallo
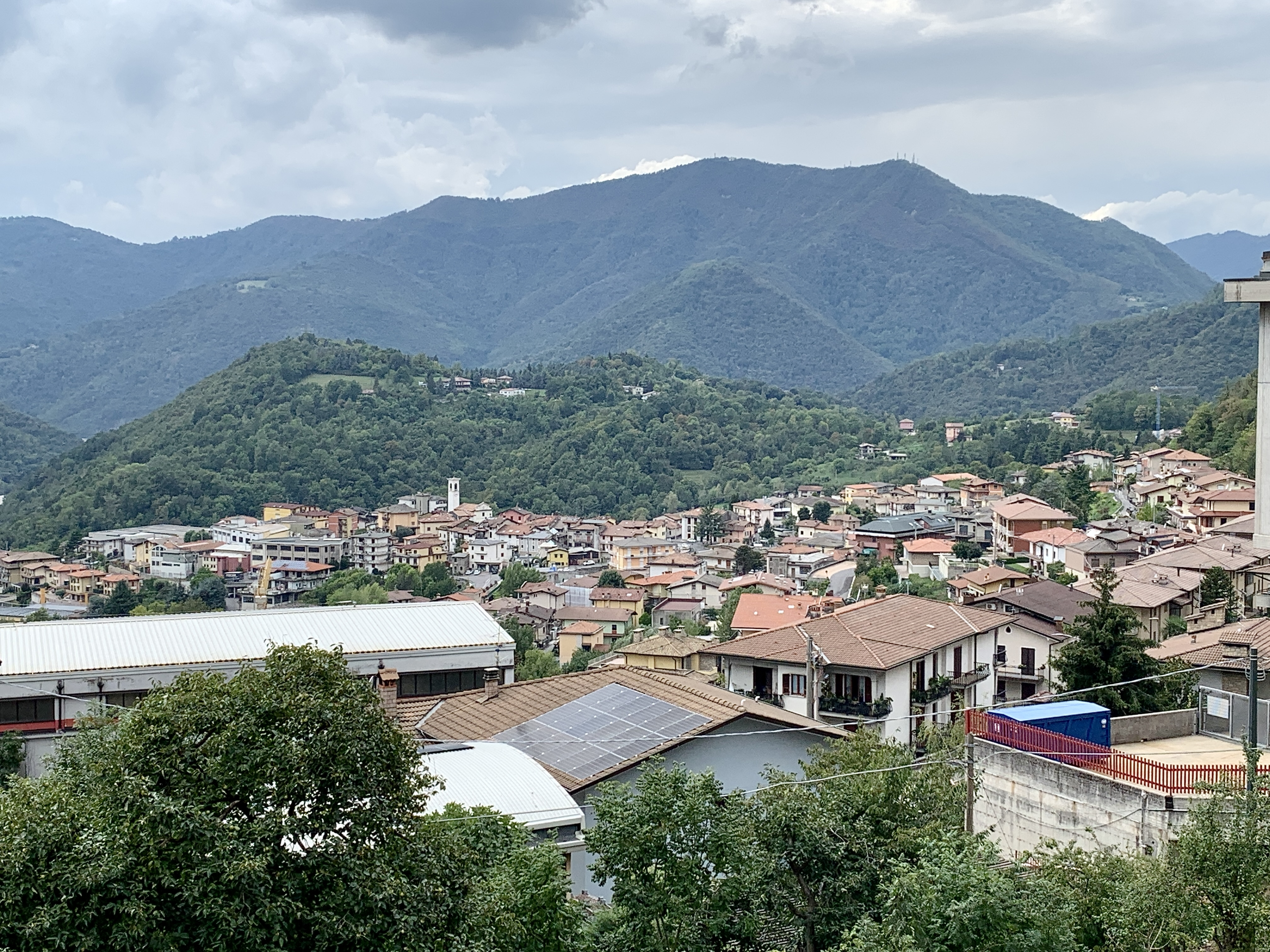
Gazzolo visto dalla chiesa di San Giovanni Battista a Pieve
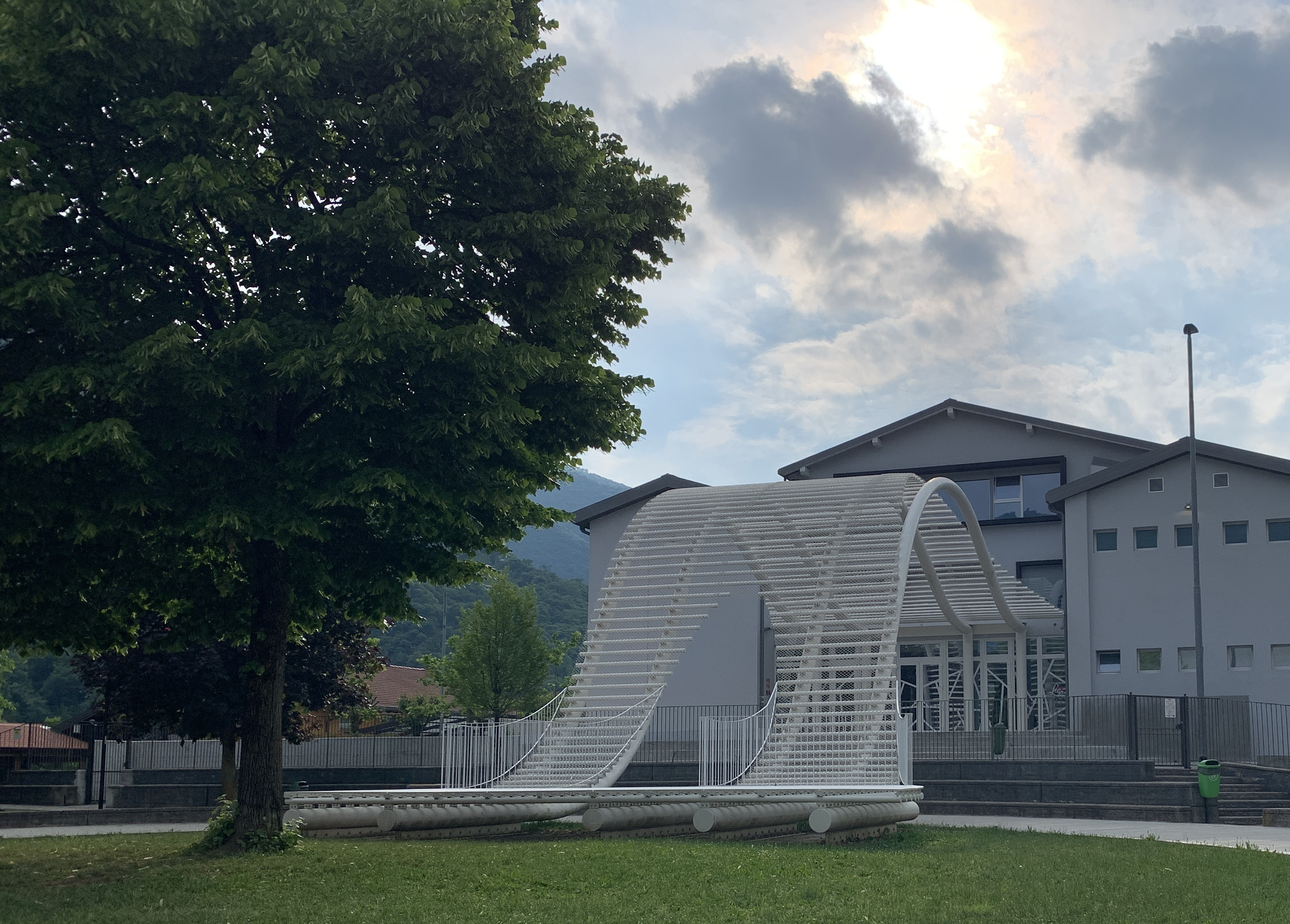
La “Lumeteca” di Lumezzane. È sede della biblioteca civica e del Consiglio Comunale.
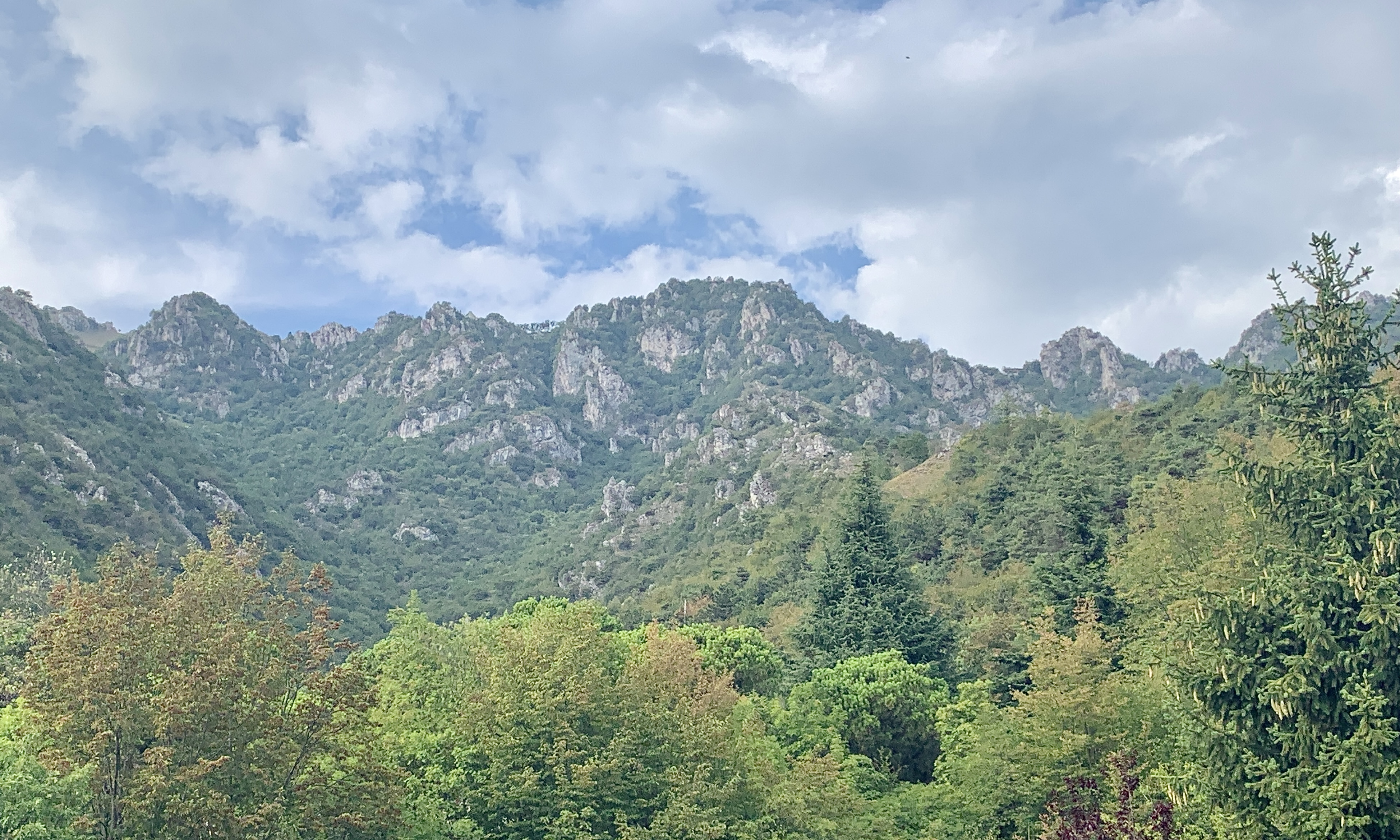
Il monte Ladino
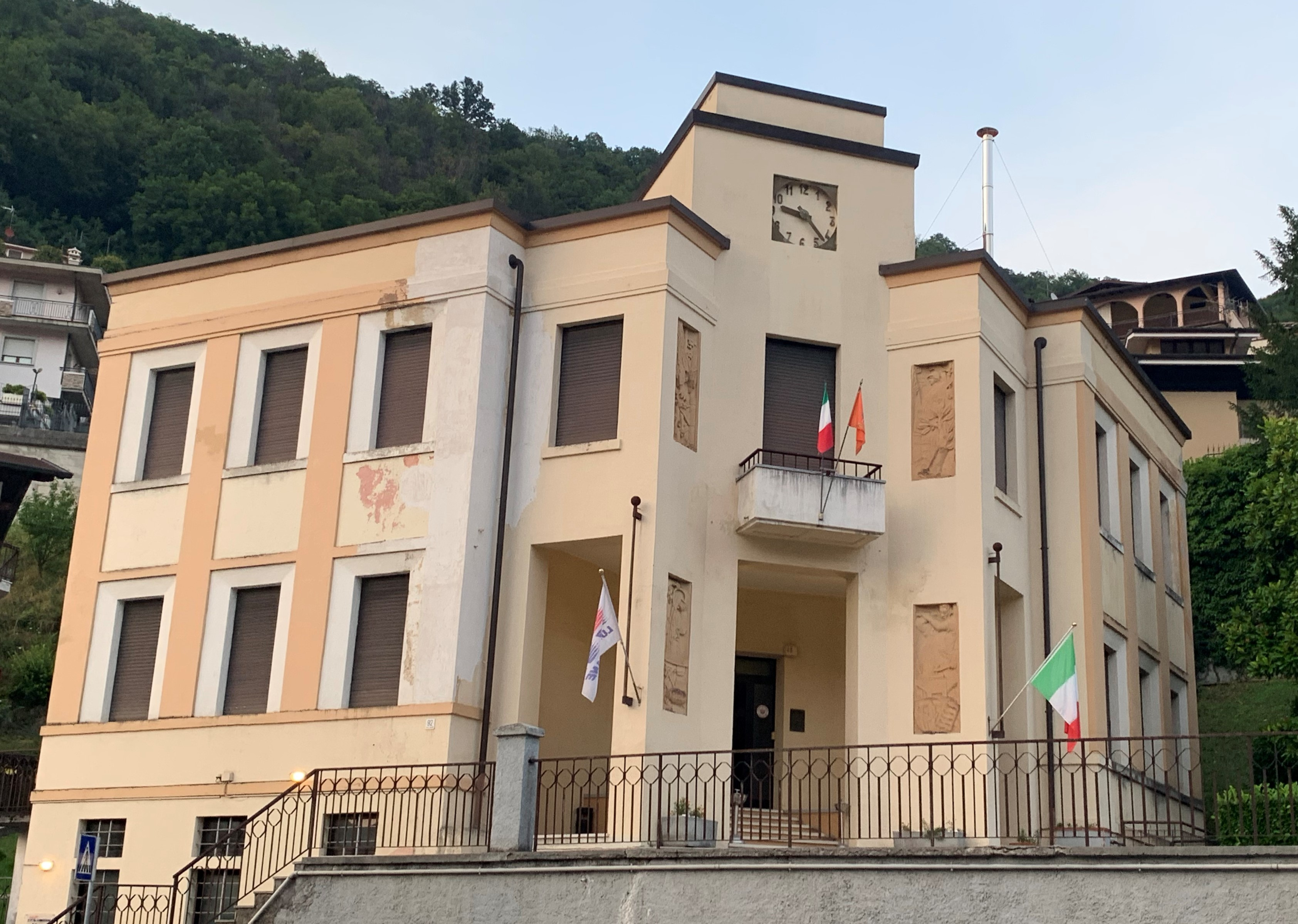
Ex municipio del comune unico di Lumezzane dal 1935-36 al 1966-67
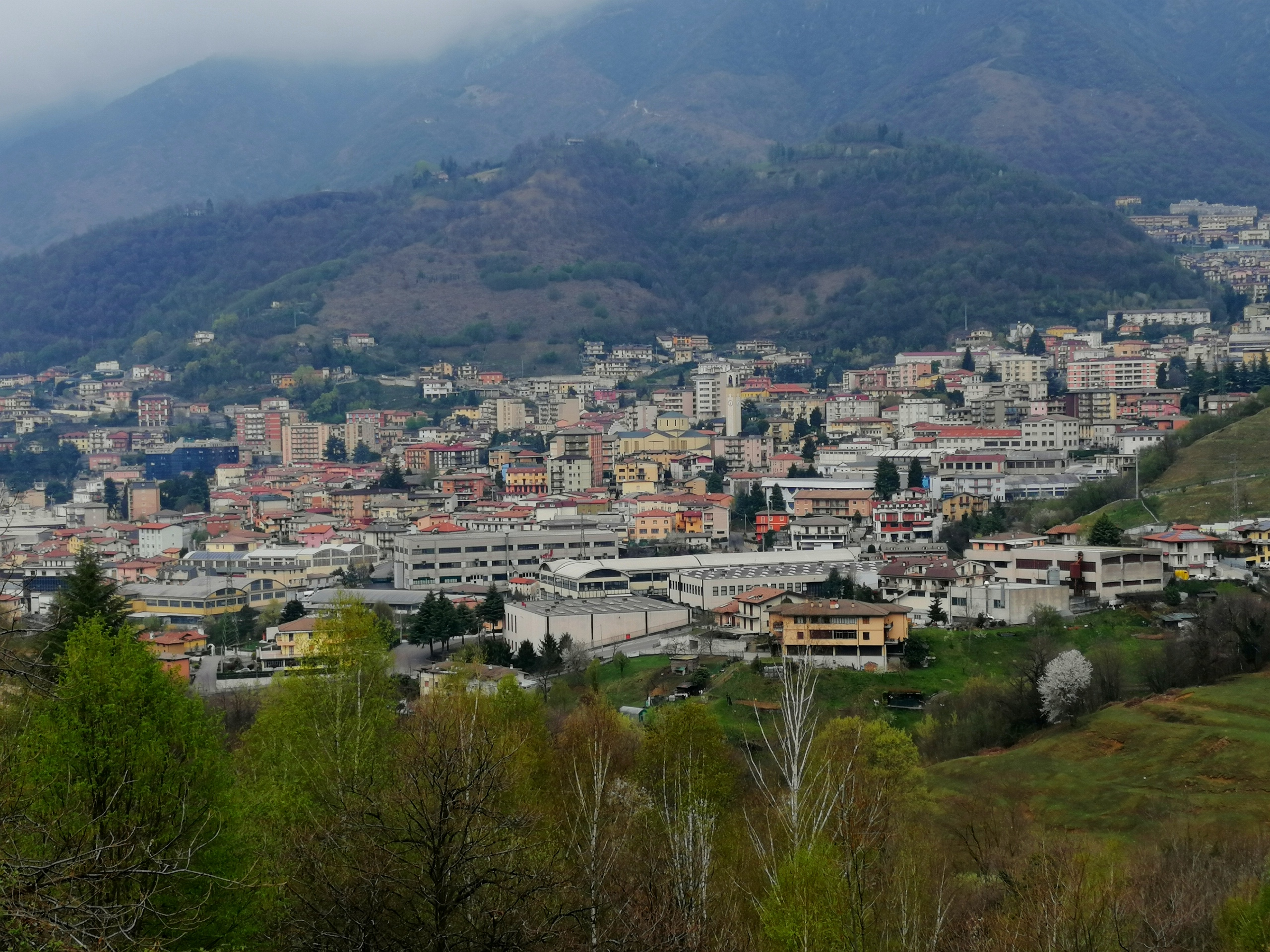
Vista di San Sebastiano dalla zona industriale di Lumezzane
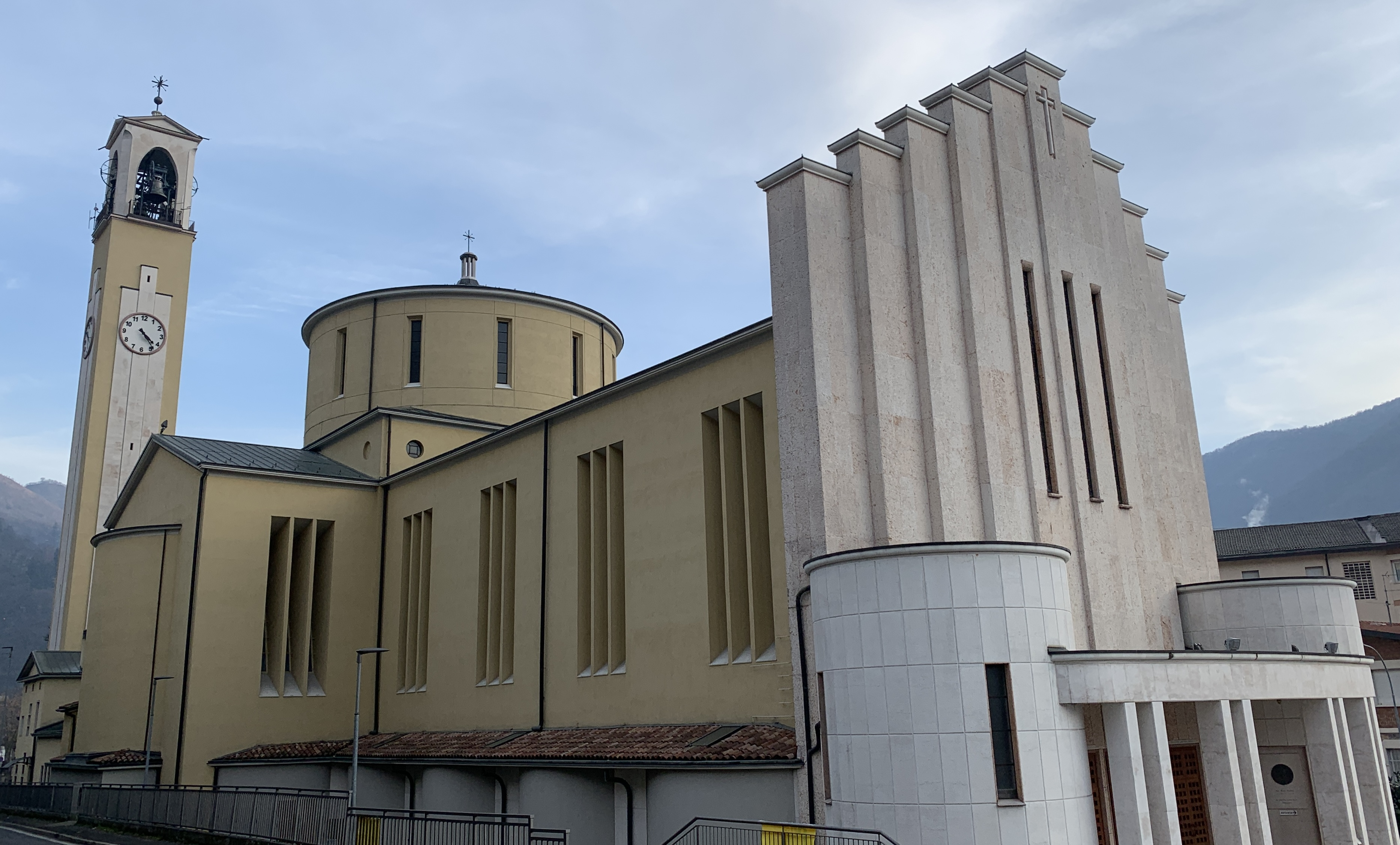
Chiesa nuova San Sebastiano
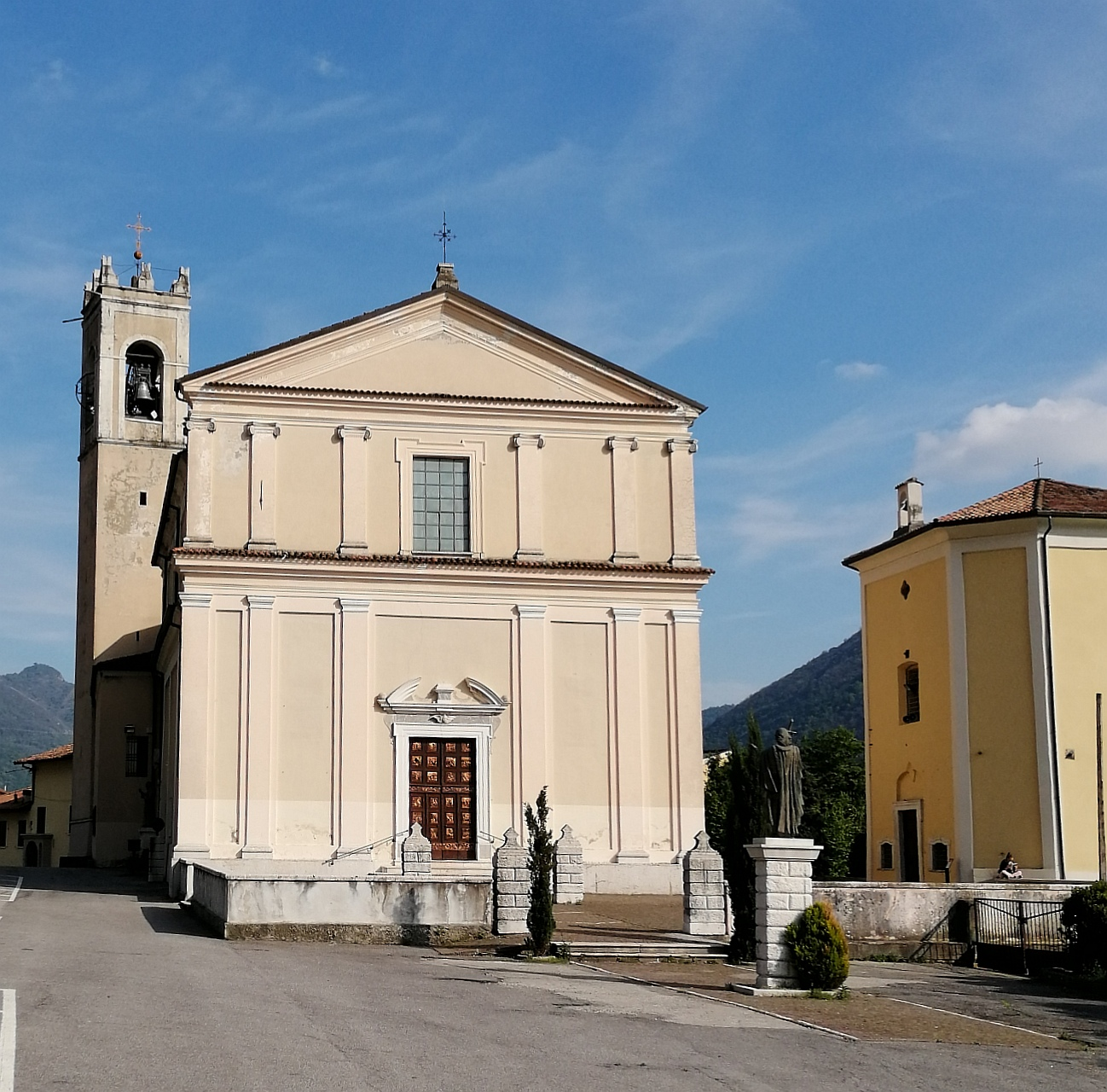
Chiesa della Pieve
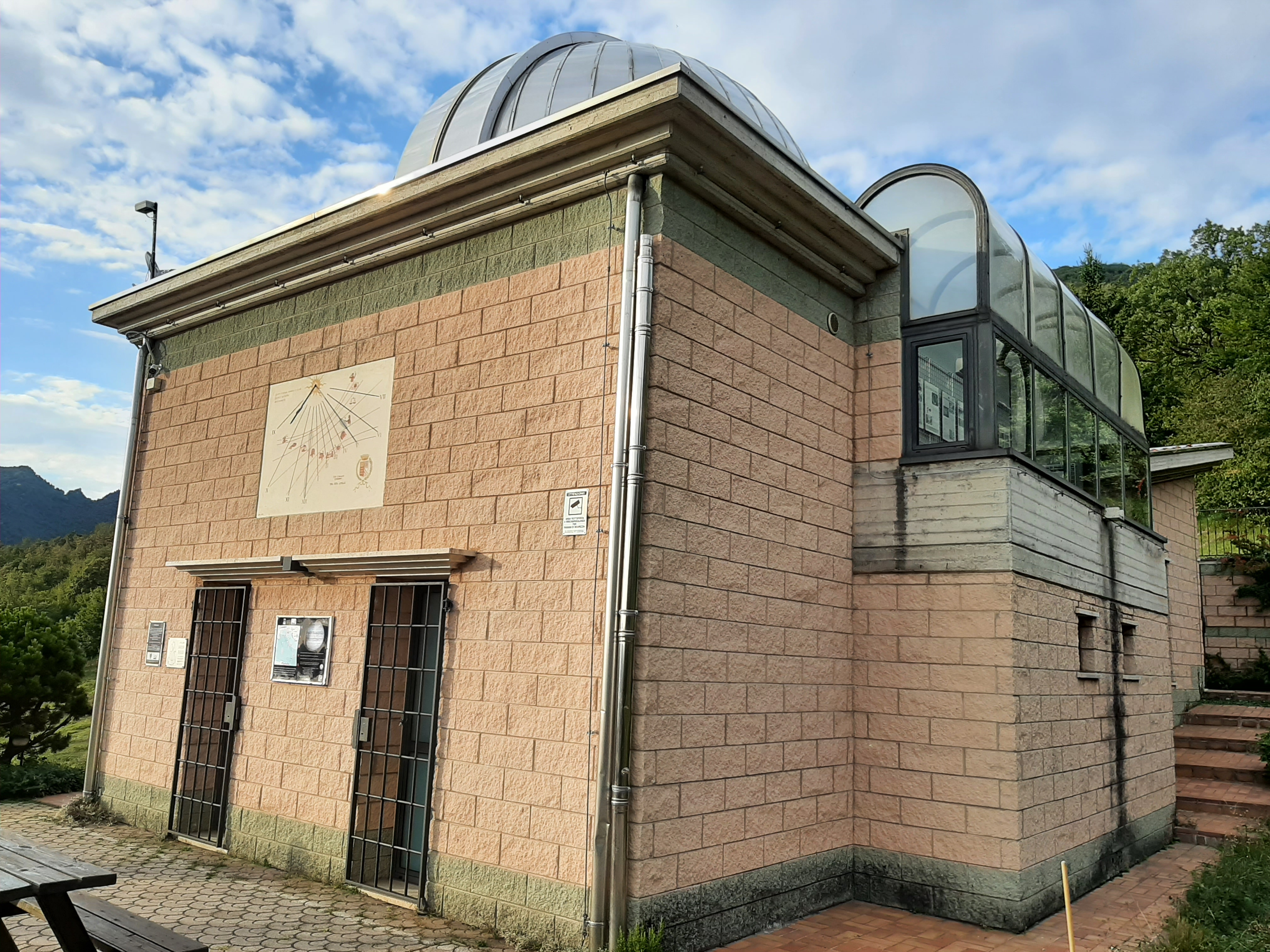
Osservatorio astronomico Serafino Zani
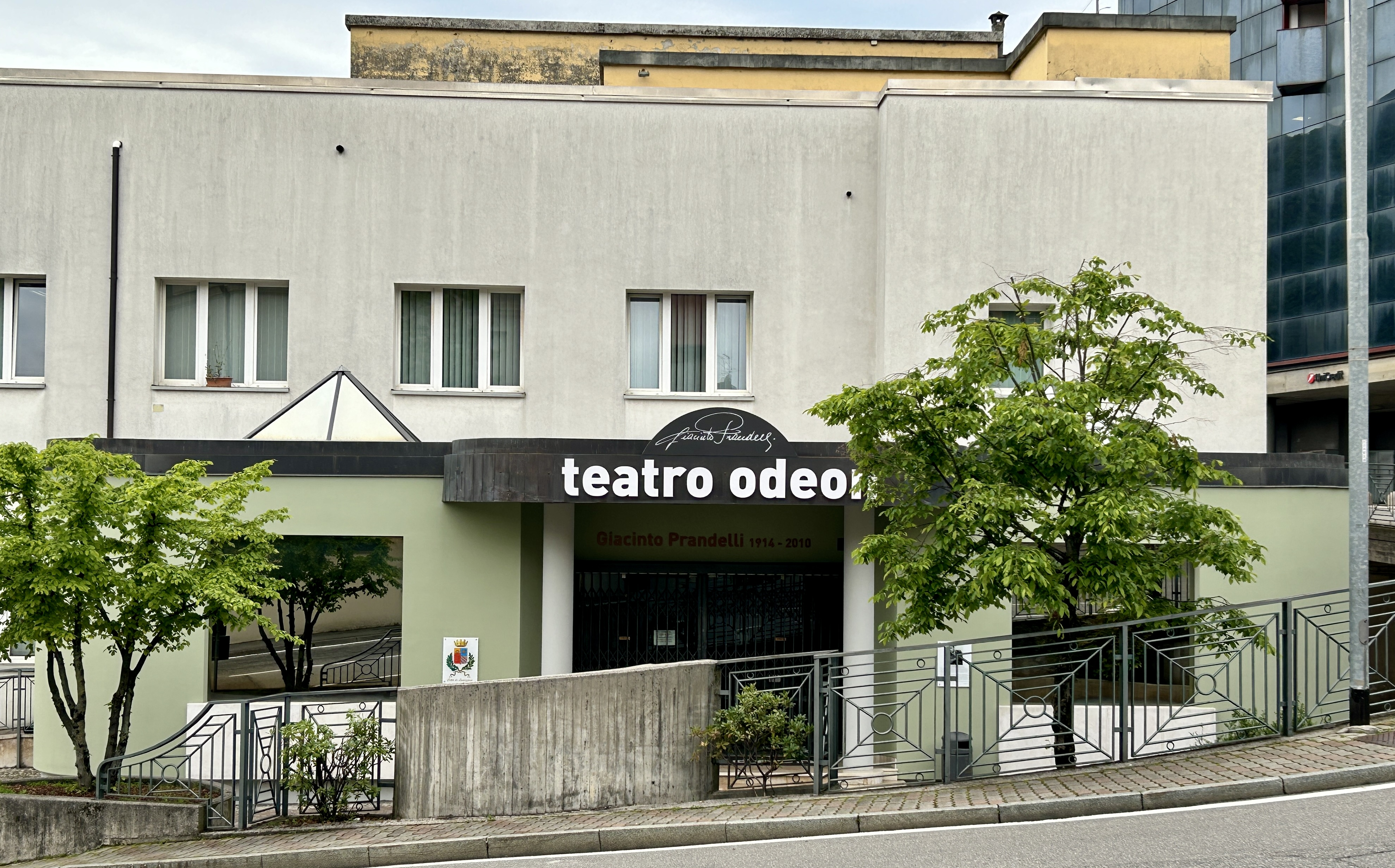
Teatro Odeon “Giacinto Prandelli”